# Військова окупація
Окупа́ція (від лат. occupatio — загарбання) — зайняття збройними силами однієї частини держави або всієї території іншої держави без отримання суверенних прав на неї. Режим військової окупації регулюється Гаазькою конвенцією 1907 року, Женевською конвенцією 1949 року «Про захист цивільного населення», Гаазькою конвенцією про захист культурних цінностей у випадку збройного конфлікту від 1954 року.

## Термінологія
З другої половини XVIII століття міжнародне право стало розрізняти військову окупацію країни та територіальні придбання методами вторгнення й анексії, різницю між якими спочатку виклав Еммеріх де Ваттель в The Law of Nations (1758). Чітке розмежування було визнане серед принципів міжнародного права з часу закінчення наполеонівських воєн у XIX ст. Ці звичаєво-правові норми щодо військової окупації, які розвинулися як складова міжнародного воєнного права, надали певний захист мирному населенню під військовою окупацією держави-завойовника.

## Міжнародне право
Відповідно до положень IV Гаазької конвенції 1907 р., IV Женевської конвенції 1949 р., Додаткового протоколу I окуповуюча сторона зобов'язана ужити всі заходи для забезпечення порядку на захопленій території. Населення окупованої території повинне підкорятися розпорядженням влад, проте його не можна примушувати до складання присяги на вірність, до участі у військових діях, спрямованих проти їх країни, до надання відомостей про її армію. Мають поважатися честь, життя цивільних осіб, їх власність, релігійні переконання, сім'я. Окуповуюча держава зобов'язана забезпечити цивільне населення необхідним одягом, продовольством і санітарними матеріалами.
Відносно цивільних осіб забороняється:
- здійснювати будь-які акти насильства, залякування або образи;
- застосовувати заходи примусу фізичного або морального порядку, зокрема, з метою отримання відомостей;
- застосовувати тортури, тілесні покарання, медичні досліди тощо;
- застосовувати колективні покарання;
- захоплювати заручників;
- депортувати цивільне населення з окупованої території.
- Іноземцям, що опинилися на захопленій території, забезпечується право її залишити.

## Ознаки окупації
На сьогодні немає консенсусу у визначенні вичерпного переліку ознак, за якими можна було б однозначно кваліфікувати певний випадок як окупацію. Виділяють такі ознаки окупації:
1. Тимчасовість місії, непостійний статус.
2. Обов'язкова наявність держави-жертви, адміністрації захопленої території як сторони у відносинах.
3. Обов'язкове перебування в стані війни де-юре або де-факто, насильницький характер вторгнення збройних сил окуповуючої сторони.
4. Обов'язкове прийняття на себе функцій управління, встановлення своєї адміністрації на окупованій території.
5. Обов'язкова відповідність нормам міжнародного права.
6. Міжнародне визнання.

## Види окупації
Існують різні види окупації, гуманітарне право, як правило, поширюється на всі види окупації:
- Військова окупація — тимчасове захоплення території військами супротивниками у ході збройного конфлікту.
- Післявоєнна окупація — як засіб забезпечення виконання державою, що несе відповідальність за агресію, своїх обов'язків. Прикладом є окупація території Німеччини та її союзників військами антигітлерівської коаліції на підставі договорів.
- Звільнення території союзника від ворожої окупації — встановлення тимчасового контролю над звільненою територією.
- Захоплення воюючою стороною території нейтральної держави.

## Військова окупація і закони війни
Гаазька конвенція 1907 уточнила і доповнила норми звичаєвого права, зокрема, в рамках «Закони і звичаї сухопутної війни» (Гаага V); 18 жовтня 1907: «Розділ III військової влади на території ворожої держави». У перших двох статтях цього розділу сказано: Стаття 42
- Територія визнається зайнятою, якщо вона дійсно знаходиться у владі ворожої армії. Захоплення поширюється лише на ті області, де ця влада встановлена і в стані виявляти свою діяльність.

Стаття 43
- Із фактичним переходом влади з рук законного Уряду до захопившого територію супротивника останній зобов'язаний вжити всіх залежних від нього заходів до того, щоб, наскільки це можливо, відновити та забезпечити громадський порядок і громадське життя, поважаючи існуючі в країні закони.

У 1949 році закони військової окупації території ворожої держави були доповнені шляхом прийняття четвертої Женевської конвенції. Велика її частина стосується захисту осіб на окупованих територіях.
Протокол I (1977): «Додатковий протокол до Женевської конвенції 12 серпня 1949 року, що стосується захисту жертв міжнародних збройних конфліктів» має додаткові статті стосовно військової окупації. Проте багато країн, включно зі США, не підписали цей додатковий протокол.
У випадку територіальної цесії внаслідок війни, термін «receiving country» в мирному договорі означає лише те, що країна, про яку йдеться, уповноважується міжнародною спільнотою на встановлення свого уряду на території. Військовий уряд головної окупаційної влади виконує свої обов'язки доти, поки не буде замінений в установленому порядку за мирним договором, що набере чинності.

## Окупаційна влада
У 1948 році військовий трибунал США в Нюрнберзі вказав, що:
- Під час військової окупації окупаційна влада не може володіти ворожою територією на підставі будь-якого законного права. Навпаки, вона лише здійснює відкличний та тимчасовий фактичний контроль. Це видно зі ст. 42 Гаазького положення, яка надає певні чітко обмежені права воєнному окупанту лише на ворожій території, що перебуває під його фактичним (теперішнім) контролем.

## Приклади військових окупацій
У більшості війн певні території перебували під владою ворожої армії. Більшість військових окупацій закінчуються з припиненням воєнних дій. У деяких випадках окуповані території повертаються, в інших — залишаються під контролем окупаційної влади, але зазвичай вже не як окупована територія. Іноді статус іноземної присутності оскаржується відповідною стороною залежно від ситуації.